# 小塩広和
小塩 広和（こしお ひろかず、1980年6月2日 - ）はゲームミュージックを中心とした作曲家、編曲家。山梨県出身。駿台甲府高等学校卒業、九州芸術工科大学（現・九州大学）大学院芸術工学専攻（音響）修了。
「COSIO（CASIOのパロディであるとのこと）」名義でクレジットされることも多く、また音楽ゲームへの楽曲提供を中心に「E.G.G.」名義、同人活動を中心に「Jupiter-B」名義も使う。

## 略歴
小学生の頃から、家にあったPC-98で『ドラゴンクエストII 悪霊の神々』の楽譜を打ち込み、ゲームミュージックに親しんできた。中学生の頃に、母親が購入した「NHK特集 シルクロード」のサウンドトラック（喜多郎作曲）を契機にシンセサイザーに傾倒。高校ではバンド活動も行っていた。
大学では音響設計学科を専攻、音響心理学を学び、2005年タイトーに入社。営業職を経て同社のサウンドチーム「ZUNTATA」に所属し、コンシューマーゲーム、アーケードゲーム、携帯ゲームの音楽制作やサウンドディレクション等に携わる。デビュー作は携帯電話用Flashゲーム「マルケシ」。
2015年11月、タイトーを退社しフリーランスとなる。自身の作編曲やDJ活動などのほか、2018年よりコテアニ（小寺可南子とアネモネ・モーニアンのユニット）のプロデュースを手がけている。

## 人物
- 大学生の頃よりDJ活動を行っている[4]。ZUNTATAのライブでは、DJのほかキーボードを担当することもあった。
- ニンテンドーDS版『スペースインベーダーエクストリーム』ではゲームとBGMや効果音の同期システムを提案[5]し、『グルーヴコースター』ではタイミング調整を一手に引き受ける[6]など、作曲のみならずゲーム開発に深く携わることもある。またサウンド開発支援ツール等を手がけるプログラマの顔も持つ。
- 元ZUNTATAの古川典裕（なかやまらいでん）とは、顔が似ていることからタイトー社内で兄弟と呼ばれていた[7]。実際に血縁関係がある訳ではない。
- 『グルーヴコースター』ではCOSIO名義のほか、「E.G.G. (Everything Get Groove)」[8]名義でいわゆるボス曲の“Got”シリーズを提供している。なお、「E.G.G.」の正体は当初伏せられていたが、Ustreamにて2015年11月14日に配信された「ZUNTATA NIGHT 8」において、小塩が正体であることが明かされた。
  - E.G.G.名義での楽曲は、曲名がアナグラムとなるのが常である（例「Got more raves?」→「Groove Master?」）。

## 作品

### ゲーム

#### タイトー在籍時
- マルケシ
- ソニックブラストヒーローズ
- ひぐらしのなく頃に (携帯電話アプリ)
- 私のハッピーマナーブック
- ダイノマックス
- アルカノイドDS
- スペースインベーダーエクストリーム
- アルカノイドLive!
- ミュージックガンガン!
- スペースインベーダー インフィニティジーン
- レインボーアイランド タワーリングアドベンチャー
- ダライアスバーストシリーズ
  - ダライアスバースト アナザークロニクル
  - ダライアスバースト クロニクルセイバーズ
- サイバーダイバー
- QIX++
- グルーヴコースターシリーズ[9]
- カードで連結!電車でGO!
- カプリチオセサミW
- 大富豪パーティー
- アイドルクロニクル(BGM)
- 大乱闘スマッシュブラザーズ for Wii U（任天堂）
  - アレンジ提供
- アルカノイドvsインベーダー

#### フリーランス以降
- バンドやろうぜ!（DELiGHTWORKS）
- KING OF PRISM プリズムラッシュ! LIVE（エイベックス・ピクチャーズ）
- Rays（ダズル）
- 俺達の世界わ終っている。（レッド・エンタテインメント）
- 太鼓の達人（バンダイナムコエンターテインメント）
- beatmania IIDX（コナミアミューズメント）
- スペースインベーダーエクストリーム for Steam（タイトー）
- アリス・ギア・アイギス（コロプラ）
- VRぶっとび!バズーカ（グリー/イオンファンタジー）
- VRどっかん!ブロック（グリー/イオンファンタジー）
- VRびっくり！スライダー（グリー/イオンファンタジー）
- Whip! Whip!（アルファ・ユニット）[10]
- 戦国アクションパズル DJノブナガ（スクウェア・エニックス）
- あかねさす少女 (ゲーム)（アニマックスブロードキャスト・ジャパン）
- ローリングガンナー（Project Rolling Gunner）
- バルドエース（戯画/エディア）
  - SEのみ
- TWICE -GO! GO! Fightin'-（10ANTZ）
  - SEのみ
- VR体感サイエンスツアー【ありえなLAB】（はまぎん こども宇宙科学館/グリー）
- WACCA S（マーベラス）
- わくわく♪ハンバーガー（タイトー）
- ドラゴンクエスト ダイの大冒険 クロスブレイド（タカラトミーアーツ）
  - SEのみ
- パズドラGOLD（ガンホー・オンライン・エンターテイメント）
- イケゴブ 〜何故かイケメンに生まれたゴブリンが美女を虜にするチートを使ってハーレム軍団で好き放題!?〜（EXNOA）
  - SEのみ
- ゲッタースピン（タイトー）
- 盾の勇者の成り上がり〜RERISE〜（キック・アス）
  - SEのみ
- 雷電IV×MIKADO remix（MOSS）
  - 「Tragedy flame」アレンジ提供
- Rolling Gunner + OverPower（メビウス）
- 東方幻想麻雀（D.N.A.Softwares）
  - 追加コンテンツ「東方虹龍洞パック」一部BGM
- Fit Boxing 2 -リズム&エクササイズ-（イマジニア）一部BGM

### その他
- 大人ニ聞コエナイ？着信音
  - モスキート音を用いた携帯電話向け着信音
- アリス・ギア・アイギス 〜ドキッ！アクトレスだらけのマーメイドグランプリ♡〜
  - OVA劇伴（一部担当）

### CD・配信
前述ゲーム作品のサウンドトラックは除く。

#### 本名およびCOSIO
- 配信『スキだなんていえない』／miko
  - 「Dreamy Bird (Cosiotone Techno Mix)」リミックス
- CD『「ぐわんげ」アレンジアルバム＋オリジナルサウンドトラック』
  - 「仏」アレンジ
- CD『電車で電車でGO!GO!GO! れぼりゅ〜しょん』
  - 「電車で電車でGO!GO!GO! れぼりゅ〜しょん」作詞・作曲
- CD『ダライアスバースト リミックス ワンダーワールド』
  - 「Good-bye my earth (Long Arranged ver.)」、「ココロ（原曲：Shady）」アレンジ
  - 「残骸ノ中 静カニ思イヲ巡ラセル（原曲：Hello 31337）」リミックス
- CD『レアトラックス Ver1.0』／ゲ音団
  - 「Night Vision Phase 06 -Low Snow Rainbow-」作曲
- CD『レアトラックス 2』／ゲ音団
  - 「NightVision4-Central Line 0:00 AM-」作曲
- CD『スーパーレアトラックス The LAND of RISING SUN』／ゲ音団
  - 「Missing 0.H」作曲
- CD『COZMO 〜ZUNTATA 25th Anniversary〜』
  - 「COZMIC OPERATION」作曲
  - 「We Love Game タイトーステーション」作曲
    - タイトーステーションテーマソング
- ボックスCD『GUN FRONTIER／METAL BLACK／DINO REX』Sound Tracks for Digital Generation 〜GameMusic Discovery Series〜
  - 「砂漠の山嵐-2012 Distorted Desert MIX-」アレンジ
- CD『GAME MUSIC PRAYER II』
  - 「NightVision 03 -City and Lights-」作曲
- CD『ザ・レジェンドアーチスト お宝発見！』
  - 「Xemporary」作曲
- CD『ダライアスバースト クロニクルセイバーズ オリジナルアレンジアルバム』
  - 「Fantasy Zone Medlay -Digi69 Mix-」「Fantasy Zone BOSS -Emotional Distortion Mix-」アレンジ
- CD『SROT』
  - オリジナルアルバム（2016年4月発売）
- CD『STRS』
  - オリジナルアルバム（2016年11月発売）
- CD『SNST』
  - オリジナルアルバム（2017年2月発売）
- CD『SNRS』
  - オリジナルアルバム（2017年4月発売）
- CD『東方六楽抄 グルーヴコースター×東方Project アレンジ楽曲コレクション3』
  - 「東方双地舞」提供
- CD『reZonance world 〜ZUNTATA 30th ANNIVERSARY〜』
  - DISC 1「ZUNTATA NIGHT 2017」アレンジ
- CD『GALAXY VOYAGER ORIGINAL SOUNDTRACK』
  - 「Voices of Snow Crystal」作曲
- CD『Believe/Galaxy Journey』（コテアニ）
  - 作曲・プロデュース
- CD『Candy Dream』（コテアニ）
  - 作曲・プロデュース
- CD『REBORN -Remix-』（コテアニ）
  - リミックス・プロデュース
- CD『GALAXY VOYAGER REMIXES BEHIND the MASK』
  - 「Preparation-Sun-Moon Transform mix-」リミックス
- CD『FMDM』
  - オリジナルアルバム（2018年12月発売）
- CD『GAME MUSIC PRAYER 4』
  - 「Orbital Expressway」作曲
- CD『CSTN』
  - 過去のオリジナルアルバム『GTMT』『SROT』『STRS』『SNST』『SNRS』『FMDM』から収録したベストアルバム（2019年2月発売）
  - 今後発売予定のアルバムより楽曲を先行収録
  - ゲストボーカルに沢城千春、杉山里穂を起用
- CD『ダライアス オーディオトラック -ティアット ver.-』
  - 『ダライアス コズミックコレクション』特装版（Amazon.co.jp・エビテン限定特典）
  - 「SELF -"MIKADO" BIG Beat Remix-」アレンジ
- CD『DARIUS THE OMNIBUS III -邂逅-』
  - 『ダライアス コズミックリベレーション』特装版特典
  - 「B・T・DUTCH - 24th Experimental results MIX-」アレンジ
- CD『ダライアス オーディオトラックⅡ -ティアット ver.-』
  - 『ダライアス コズミックリベレーション』特装版（Amazon.co.jp・エビテン限定特典）
  - 「I LED NU-RED-GAS 0212」アレンジ

#### Jupiter-B
- CD『フリーミュージッククラスタ Vol.1』
  - 「Jasmine tea in the lazy afternoon」作曲
- CD『フリーミュージッククラスタ Vol.2』
  - 「South Wind with Force 3」「勝ちジングル」「負けジングル」作曲
- CD『フリーミュージッククラスタ Vol.3』
  - 「Induction Collapse」作曲
- CD『GTMT』
  - オリジナルアルバム（2016年4月発売）

#### E.G.G.
- CD『WE ARE THE BOSS』
  - t+pazoliteプロデュースのコンピレーション・アルバム
  - 「EU over Progress」作曲（「E.G.G. a.k.a. COSIO」名義を使用）
- CD『AO-∞』
  - 青龍の2ndアルバム
  - 「Girl on Data」提供（「青龍×E.G.G.」名義）
- CD『Everything Get Groove』
  - オリジナルアルバム（2018年4月発売）
- イベント『Got temporary haven?』
  - テーマ曲「Got temporary haven?」提供（「E.G.G. vs. adaptor」名義）[11]